# Christa Gangl
Christa Gangl (* 19. Dezember 1948 in Schwaz) ist eine österreichische Politikerin (SPÖ) in Ruhe. Sie war zwischen 1999 und 2005 Mitglied der Tiroler Landesregierung.
Christa Gangl gehörte ab dem 25. März 1987 dem Tiroler Landtag an und war von 5. April 1994 bis 30. März 1999 Vizepräsidentin des Landtages. Am 30. März 1999 wurde sie in die Tiroler Landesregierung gewählt, wo sie zunächst das Umwelt- und Naturschutzressort übernahm, ab 2002 war sie für den Sozialbereich zuständig. In ihrer zweiten Amtsperiode hatte es mehrfach Gerüchte um ihre Ablöse gegeben. Nach der Landtagswahl 2003 hatte Hannes Gschwentner versucht, den Naturfreundeobmann Thomas Pupp in die Landesregierung zu hieven. 2005 trat Christa Gangl schließlich aus persönlichen und gesundheitlichen Gründen zurück. Gangl wurde als Landesrätin von Hans Lindenberger abgelöst. 